# Leichter (Lied)
Leichter ist ein Lied der deutschen Pop- und Schlagersängerin Vanessa Mai aus dem Jahr 2021. Das Stück ist die vierte Singleauskopplung aus ihrem siebten Studioalbum Mai Tai.

## Entstehung und Artwork
Geschrieben wurde das Lied von der Interpretin selbst, zusammen mit den Koautoren Christoph und Daniel Cronauer, Kai Fichtner (Kayef), Nico Wellenbrink (Nico Santos) sowie Matthias Zürkler (B-Case). B-Case und Christoph Cronauer zeichneten zudem auch für die Instrumentierung und Produktion verantwortlich. Während B-Case den Bass, das Schlagzeug und den Synthesizer einspielte, spielte Cronauer die Gitarrenklänge ein. Die Abmischung sowie das Mastering erfolgten unter der Leitung von Manuel Reuter (Manian).
Während der Produktion zu Leichter arbeitete Mai erstmals mit Kayef zusammen, der neben Leichter auch als Koautor des Albumtitels Eine Sekunde fungierte. Alle anderen Autoren und Produzenten waren bereits an der Produktion von Mais vorangegangenen Studioalbum Für immer (Januar 2020) beteiligt.
Auf dem Frontcover der Single ist – neben Interpretenangabe und Liedtitel – Mai zu sehen. Es zeigt sie während einer Tanzeinlage, mit dem Rücken zur Kamera und dem Blick nach oben gerichtet. Sie ist weiß gekleidet und das Scheinwerferlicht auf sie gerichtet. Die Fotografie entstand bei den Dreharbeiten zum dazugehörigen Musikvideo.

## Veröffentlichung
Die Erstveröffentlichung von Leichter erfolgte als Single am 8. Januar 2021. Diese erschien als digitaler Einzeltrack zum Download und Streaming bei Ariola (Katalognummer: 88644897858). Während Sony Music Entertainment für den Vertrieb verantwortlich war, wurde das Lied durch AFM Publishing, Budde Music Publishing, Edition Djorkaeff Beatzarre, Edition Teamscore, Edition Vanessa Mai, Fisherman Songs und Sony Music Publishing verlegt. Am 26. März 2021 erschien das Lied als Teil von Mais siebten Studioalbum Mai Tai (Katalognummer: 19439822432), dessen vierte Singleauskopplung es ist.

## Inhalt
| „Ich will nur, dass du weißt. Ich kann nie wieder los von dir. Wollt nie, dass es so passiert. Doch wir sind gescheitert. Ich will nur, dass du weißt. Ich steh’ vor deiner Wohnungstür. Würd so gerne hoch zu dir. Sag mir, wann wird’s leichter?“ – Refrain, Originalauszug | Der Liedtext zu Leichter ist in deutscher Sprache verfasst und stammt von der Interpretin selbst sowie B-Case, dem Brüderpaar Christoph und Daniel Cronauer, Kayef und Nico Santos. Alle Autoren komponierten auch die Musik in As-Dur mit 108 Schläge pro Minute. Musikalisch bewegt sich das Lied im Bereich der Popmusik, stilistisch im Bereich des Pop-Schlagers. Inhaltlich setzt sich Leichter mit einer bevorstehenden Trennung auseinander. Es gehe um eine Liebesbeziehung und was aus dieser werden kann, wenn das Scheitern von etwas vermeintlich „Schönem“ unausweichlich scheine („Wollt nie, dass es so passiert. Doch wir sind gescheitert“). Wenn die gemeinsamen Lieder unhörbar werden, wenn die Fotos am Spiegel langsam verblassen, wenn alle Träume ausgeträumt seien, man jedoch nicht loslassen könne beziehungsweise wolle („Ich kann nie wieder los von dir“) und mach sich fragt, wann es endlich wieder „leichter“ werde („Sag mir, wann wird’s leichter?“). Aufgebaut ist das Lied aus zwei Strophen, einem Refrain, einer Bridge und einem Outro. Es beginnt zunächst mit dem Refrain, der als Achtzeiler geschrieben wurde. Auf diesen folgt die erste Strophe, die sich ebenfalls aus acht Zeilen zusammensetzt. An diese schließt sich der sogenannte Prechorus an, der vier Zeilen umfasst, ehe der eigentlich Refrain einsetzt. Der gleiche Aufbau wiederholt sich mit der zweiten Strophe. Nach dem dritten Refrain setzt als musikalisches Zwischenspiel die sechszeilige Bridge ein, auf die erneut der Refrain folgt. Nach dem vierten Refrain endet das Lied mit dem Outro, das aus vier Zeilen besteht und auf Teile des Refrains zurückgreift. Neben dem Hauptgesang von Mai ist im Hintergrund die Stimme von B-Case zu hören. |

## Musikvideo
Das Musikvideo zu Leichter feierte seine Premiere am 8. Januar 2021 auf der Videoplattform YouTube. Es zeigt die Interpretin während eines Fototermins, beim Tanzen sowie beim Posieren, während sie leichtbekleidet auf einem mit weißen Stoff bedeckten Boden liegt. Die Gesamtlänge des Videos beträgt 2:55 Minuten. Regie führte der Mannheimer Filmemacher Mikis Fontagnier, der zuvor schon bei diversen Musikvideos von Mai Regie führte. Bis März 2025 zählte das Musikvideo über eine Million Aufrufe auf YouTube.

## Mitwirkende
| Liedproduktion - Christoph Cronauer: Gitarre, Komposition, Liedtext, Musikproduktion - Daniel Cronauer: Komposition, Liedtext - Kai Fichtner (Kayef): Komposition, Liedtext - Vanessa Mai: Gesang, Komposition, Liedtext - Manuel Reuter (Manian): Abmischung, Mastering - Nico Wellenbrink (Nico Santos): Komposition, Liedtext - Matthias Zürkler (B-Case): Bass, Begleitgesang, Komposition, Liedtext, Musikproduktion, Schlagzeug, Synthesizer Musikvideo - Philipp Bierschenk: Kameraassistenz - Sunny Bizness: Aufnahmeleitung, Filmproduktion - Alex Busch: Set-Runner - Mikis Fontagnier: Postproduktion, Regie, Schnitt - Anelia Janeva: Schminke, Styling - Jerome Ott: Lichtassistenz - Tobias Rupp: Kamera - Gabriel York Dubisch: Oberbeleuchtung | Unternehmen - AFM Publishing: Verlag - Ariola: Musiklabel - Budde Music: Verlag - Edition Djorkaeff Beatzarre: Verlag - Edition Teamscore: Verlag - Edition Vanessa Mai: Verlag - Fisherman Songs: Verlag - Sony Music Entertainment: Vertrieb - Sony Music Publishing: Verlag |

## Rezensionen
Ben Foitzik von Eventim beschrieb das Album Mai Tai als „bunt“ und „geschmacklich komplex“ wie der gleichnamige Cocktail. Leichter bezeichnete er dabei als eine sinnlichen Ballade, die dazu beitrage, dass sich das Album zum „kunterbunten Trip“ durch unterschiedliche Stimmungen und Stile entwickele.
Ein Rezensent SchlagerPlanet zieht den Entschluss, dass Mai ihren Weg in Richtung Deutschpop konsequent weiter verfolge. Zwar sei die Musik im Vergleich etwas sanfter produziert und verhafte dadurch noch mehr im Schlager, doch allgemein könnte Leichter auch von Pietro Lombardi stammen. Gerade die Strophen, in denen Mais Gesang eher in Richtung sanftem Deutschrap abdrifte, weise in diese Richtung. Auch den Refrain hauche sie mehr ins Mikrofon, als das sie singe. Das passe allerdings „wunderbar“ zum Liedtext. Schließlich beschreibe Mai die Sehnsucht nach einer offenbar verlorenen Liebe und hofft, dass diese Schwere bald „Leichter“ zu ertragen sein werde.
Matthias Reichel von cdstarts.de bewertete das Album mit 5,5 von zehn Punkten. Er ist der Meinung, dass die vorab ausgekoppelten Singles mehr als nur andeuten würden, dass Mai das „Schlagerfach“ mehr und mehr verlassen würde und somit den Prozess fortführe, den sie bereits auf den letzten beiden Studioalben Schlager (August 2018) und Für immer (Januar 2020) einleutete. Handwerklich würden sich weiterhin viele Melodien und Texte im Schlagerfach (Landebahn oder auch Ruf nicht mehr an) bewegen, doch durch Titel wie Leichter sei das „Drumherum“ noch einmal deutlich moderner geworden.
Ein Rezensent vom Schlagerplanet Radio stellte fest, dass Mai mit Leichter wieder einmal unter Beweis stelle, dass sie sich nichts aus musikalischen Grenzen mache. Die Sängerin zeige sich hierbei erneut von einer ganz anderen Seite, indem sie zu sanften Klavierklängen über das Gefühl, wenn zwei Menschen sich verlieren, aber noch nicht vergessen haben, singe. Er beschrieb Leichter als ein Lied über Liebe und was aus ihr werden könne, wenn das Scheitern von etwas vermeintlich Schönem unausweichlich scheine.

## Kommerzieller Erfolg
Leichter verfehlte den Einstieg in die offiziellen Singlecharts, konnte sich jedoch am 15. Januar 2021 auf Rang 19 der deutschen Single-Trend-Charts platzieren. Darüber hinaus erreichte die Single am 29. Januar 2021 je Rang 22 in den deutschen Downloadcharts sowie den Konservativ Pop Airplaycharts.